# 戀戀模範生
《恋恋模范生》（英語：But I'm a Cheerleader）是一部於1999年上映的美國喜剧电影。导演為潔米·巴比特，这是她执导的第一部故事片。故事灵感来源于巴比特讀過的关于性取向轉換治療計劃的文章。

## 剧情简介
梅根（娜塔莎·雷昂飾）是一位高中啦啦隊隊長，但她在不明究理的情況下，被家人及同學認為具有同性戀傾向而被送往「同性戀矯正治療學校」。但其實這裡卻是個同性戀者的小天堂，因為不分性別不分彼此，大家的喜好都是相同的。梅根在學校裡認識了一位女同學格雷漢姆（可莉·杜瓦飾），二人由初期的針鋒相對到後來的彼此互訴心衷，情愫的火花越燒越多，偏偏此時梅根卻又因違反了校規而被逐出校門，相戀的二人被迫分開。而勇敢面對戀情的梅根，決定了無論如何她都要靠自己的力量來獲得幸福。